# Charles Duncan Michener

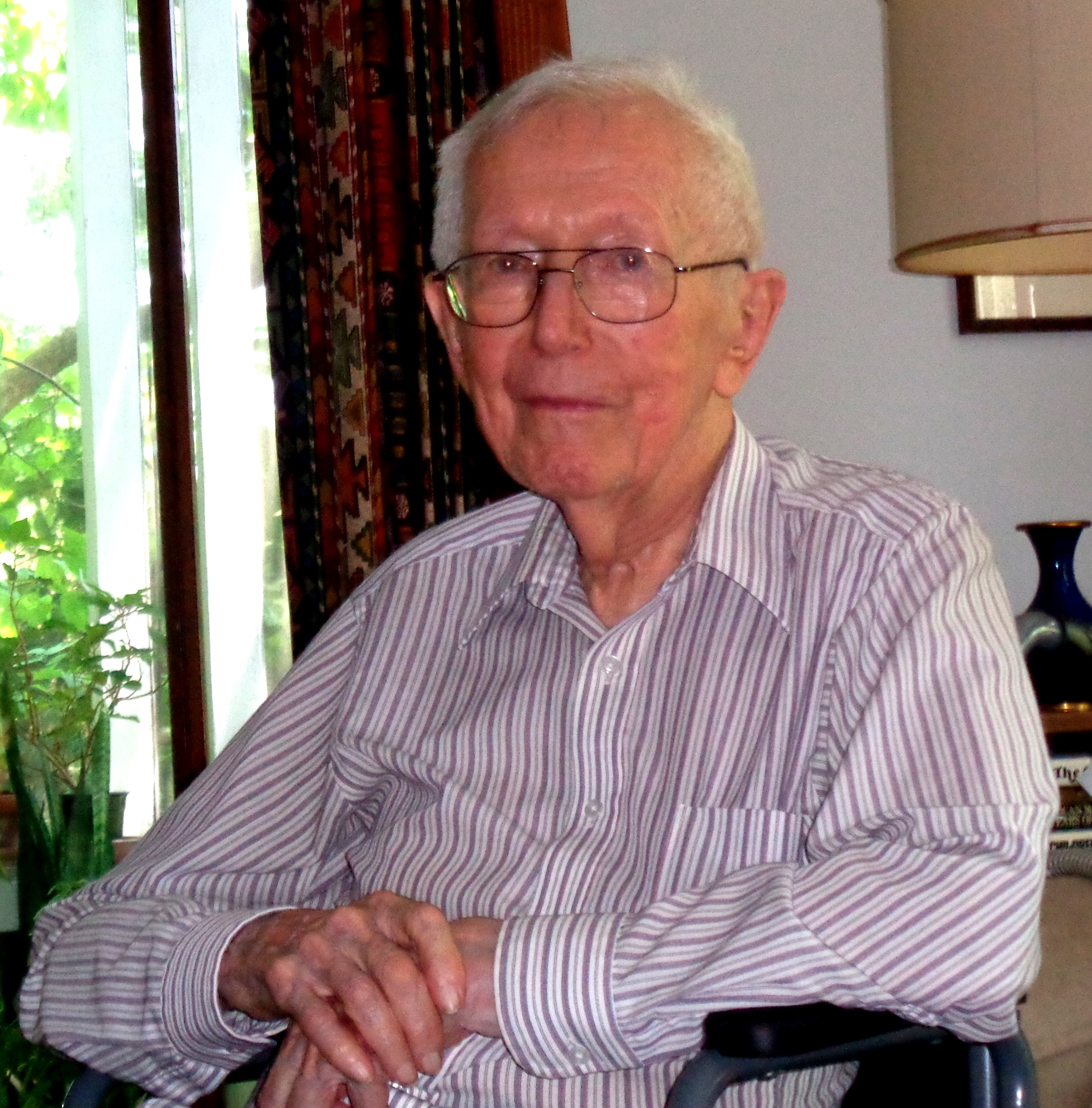
Charles Duncan Michener Juni 2015

Charles Duncan Michener, genannt ‘Mich’, (* 22. September 1918 in Pasadena, Kalifornien; † 1. November 2015 in Lawrence, Kansas) war ein US-amerikanischer Entomologe. Er gilt als der bedeutendste Bienenkundler seiner Zeit.

## Leben
Charles Duncan Michener kam durch seine Eltern schon in früher Kindheit mit der Naturkunde in Kontakt. Diese waren begeisterte Vogelbeobachter. Bereits mit 14 Jahren schrieb er dem bedeutenden Taxonom Theodore Dru Alison Cockerell und verbrachte einen Sommer bei diesem. Seine erste Veröffentlichung machte Michener, unterstützt durch Cockerell, 1934 mit 16 Jahren. 1939 erlangte er den Studienabschluss Bachelor of Science in Entomologie an der University of California, Berkeley. 1941 promovierte er ebenfalls in Berkeley. Im Jahr 1942 zog er nach New York City, um am American Museum of Natural History zu arbeiten. Hier widmete er sich der lepidopterologischen Sammlung. Seine Leidenschaft galt jedoch den Hymenoptera, insbesondere den Bienen. 1944 veröffentlichte er ein Klassifikationssystem für Bienen, das bald weltweite Verwendung fand, bis er mit weiteren Kollegen 1993 und 1995 eine neue Klassifikation herausgab. In den Jahren 1943 bis 1946 diente Michener als First Lieutenant und später als Captain bei der United States Army im Sanitätscorps. Hier befasste er sich mit durch Insekten übertragbaren Krankheiten.
1948 zog Michener nach Kansas, wo er an der University of Kansas als außerordentlicher Professor arbeitete. Von 1949 bis 1961 und von 1972 bis 1975 war er hier Leiter des Entomologischen Instituts. 1955 erhielt er ein Guggenheim-Stipendium, das ihm erlaubte, mit seiner Familie für ein Jahr nach Brasilien zu ziehen, um hier an der südamerikanischen Bienenfauna zu forschen. 1957 erlaubte der Fulbright Research Award ihm und seiner Familie einen einjährigen Aufenthalt in Australien, wo er in der Lehre arbeitete und die australischen und polynesischen Bienen erforschte. 1963 wurde Michener in die American Academy of Arts and Sciences gewählt, 1965 in die National Academy of Sciences. 1966 machte er, wiederum durch die Guggenheim-Stiftung unterstützt, eine vierzehnmonatige Forschungsreise nach Afrika. Auf dieser Reise befasste er sich mit der Erforschung der Bienen von Südafrika bis Uganda. In den 1960er Jahren leistete er wegweisende Arbeit auf dem Gebiet der Evolution des Sozialverhaltens der Halictidae. Diese Arbeiten stellen eine wichtige Grundlage für die Entwicklung der Soziobiologie durch Edward O. Wilson in den 1970er Jahren dar.
Neben seiner Arbeit in Lehre und Forschung war er auch Redakteur für mehrere entomologische Zeitschriften. Er ging 1989 in den Ruhestand, setzte seine Arbeit allerdings als Emeritus fort und gab noch bis in sein letztes Lebensjahr Veröffentlichungen heraus. Sein bedeutendes Alterswerk The Bees of the World kam im Jahr 2000 heraus.